# Kollektivhuset (Østerbro)
Kollektivhuset, også kendt som Vanførefondens Hus, er en 11 etager høj ejendom, der er beliggende på Hans Knudsens Plads på Ydre Østerbro i København, tæt på Ryparken Station og Helsingørmotorvejen. Bygningen er et af Ydre Østerbros mest markante vartegn, hvilket også skyldes placeringen tæt ved en af Københavns store indfaldsveje. 
Højhuset er opført i betonelementer i 1957 og er tegnet af Hoff & Windinge. Huset var et af de første rigtige højhuse herhjemme og stod som et vartegn for både de sociale og byggetekniske visioner i samtiden. Det var oprindeligt specielt indrettet til invalide borgere, og der var blandt andet lagt vægt på, at køkkenerne var optimalt indrettet til borgere med funktionsnedsættelse.
Kollektivhuset er renoveret af Domus Arkitekter i 2011-2015. I dag rummer bygningen 150 almene familieboliger, 38 almene ungdomsboliger samt 17 boliger fordelt på seks bofællesskaber på 10. og 11. etage. De administreres alle af DVB, tidligere De Vanføres Boligselskab. I stueetagen findes siden 2011 en Lidl-forretning. Gavlen af bygningen (mod centrum) anvendes til markedsføring.